# Drassyllus ratnagiriensis
Drassyllus ratnagiriensis är en spindelart som beskrevs av Benoy Krishna Tikader och Gajbe 1976. Drassyllus ratnagiriensis ingår i släktet Drassyllus och familjen plattbuksspindlar. Inga underarter finns listade i Catalogue of Life.